# Bruno Mora
Bruno Mora (29. březen 1937, Parma, Italské království – 10. prosinec 1986 Parma, Itálie) byl italský fotbalový útočník a trenér.
Celkem 12 sezon odehrál v nejvyšší italské lize za tři kluby. Začínal v roce 1957 v Janově za Sampdorii. Poté přestoupil do Juventusu, kde získal první titul (1960/61). Od roku 1962 byl hráčem Milána se kterým získal čtyři trofeje. Jeden titul (1967/68), pohár (1966/67), pohár PMEZ (1962/63) a pohár PVP (1967/68). Fotbalovou kariéru ukončil v roce 1971 v třetiligovém klubu Parma.
Za reprezentaci odehrál 21 utkání a vstřelil 4 branky. Byl na MS 1962, kde odehrál dva zápasy.

## Hráčská statistika
| Sezóna  | Klub      | Liga    | Liga   | Liga | Ligové poháry | Ligové poháry | Ligové poháry | Kontinentální poháry | Kontinentální poháry | Kontinentální poháry | Celkem | Celkem |
| Sezóna  | Klub      | Soutěž  | Zápasy | Góly | Soutěž        | Zápasy        | Góly          | Soutěž               | Zápasy               | Góly                 | Zápasy | Góly   |
| ------- | --------- | ------- | ------ | ---- | ------------- | ------------- | ------------- | -------------------- | -------------------- | -------------------- | ------ | ------ |
| 1957/58 | Sampdoria | Serie A | 16     | 2    | IP            | 4             | 3             | -                    | 0                    | 0                    | 20     | 5      |
| 1958/59 | Sampdoria | Serie A | 23     | 8    | IP            | 1             | 0             | -                    | 0                    | 0                    | 24     | 8      |
| 1959/60 | Sampdoria | Serie A | 31     | 6    | IP            | 2             | 2             | -                    | 0                    | 0                    | 33     | 8      |
| 1960    | Sampdoria | Serie A | 5      | 2    | IP            | 1             | 0             | -                    | 0                    | 0                    | 6      | 2      |
| 1960/61 | Juventus  | Serie A | 28     | 12   | IP            | 3             | 1             | -                    | 0                    | 0                    | 31     | 13     |
| 1961/62 | Juventus  | Serie A | 26     | 5    | -             | 0             | 0             | PMEZ                 | 6                    | 3                    | 32     | 8      |
| 1962/63 | Milán     | Serie A | 24     | 5    | IP            | 0             | 0             | PMEZ                 | 7                    | 3                    | 31     | 8      |
| 1963/64 | Milán     | Serie A | 28     | 7    | IP            | 1             | 0             | PMEZ+Int.P           | 3+3                  | 0+2                  | 35     | 9      |
| 1964/65 | Milán     | Serie A | 30     | 6    | IP            | 0             | 0             | Vel.P                | 1                    | 0                    | 31     | 6      |
| 1965/66 | Milán     | Serie A | 12     | 3    | IP            | 0             | 0             | Vel.P                | 1                    | 0                    | 13     | 3      |
| 1966/67 | Milán     | Serie A | 11     | 4    | IP            | 3             | 1             | Stř.P                | 1                    | 0                    | 15     | 5      |
| 1967/68 | Milán     | Serie A | 9      | 1    | IP            | 3             | 0             | PVP                  | 1                    | 0                    | 13     | 1      |
| 1968/69 | Milán     | Serie A | 2      | 0    | IP            | 1             | 0             | -                    | 0                    | 0                    | 3      | 0      |
| Celkem  | Celkem    | Celkem  | 245    | 61   | -             | 19            | 7             | -                    | !23                  | 8                    | 287    | 76     |

## Hráčské úspěchy

### Klubové
- 2× vítěz italské ligy (1960/61, 1967/68)
- 1x vítěz italského poháru (1966/67)
- 1× vítěz poháru PMEZ (1962/63)
- 1× vítěz poháru PVP (1967/68)

### Reprezentační
- 1x na MP (1955-1960)
- 1× na MS (1962)